# Hospital (Dumbría)

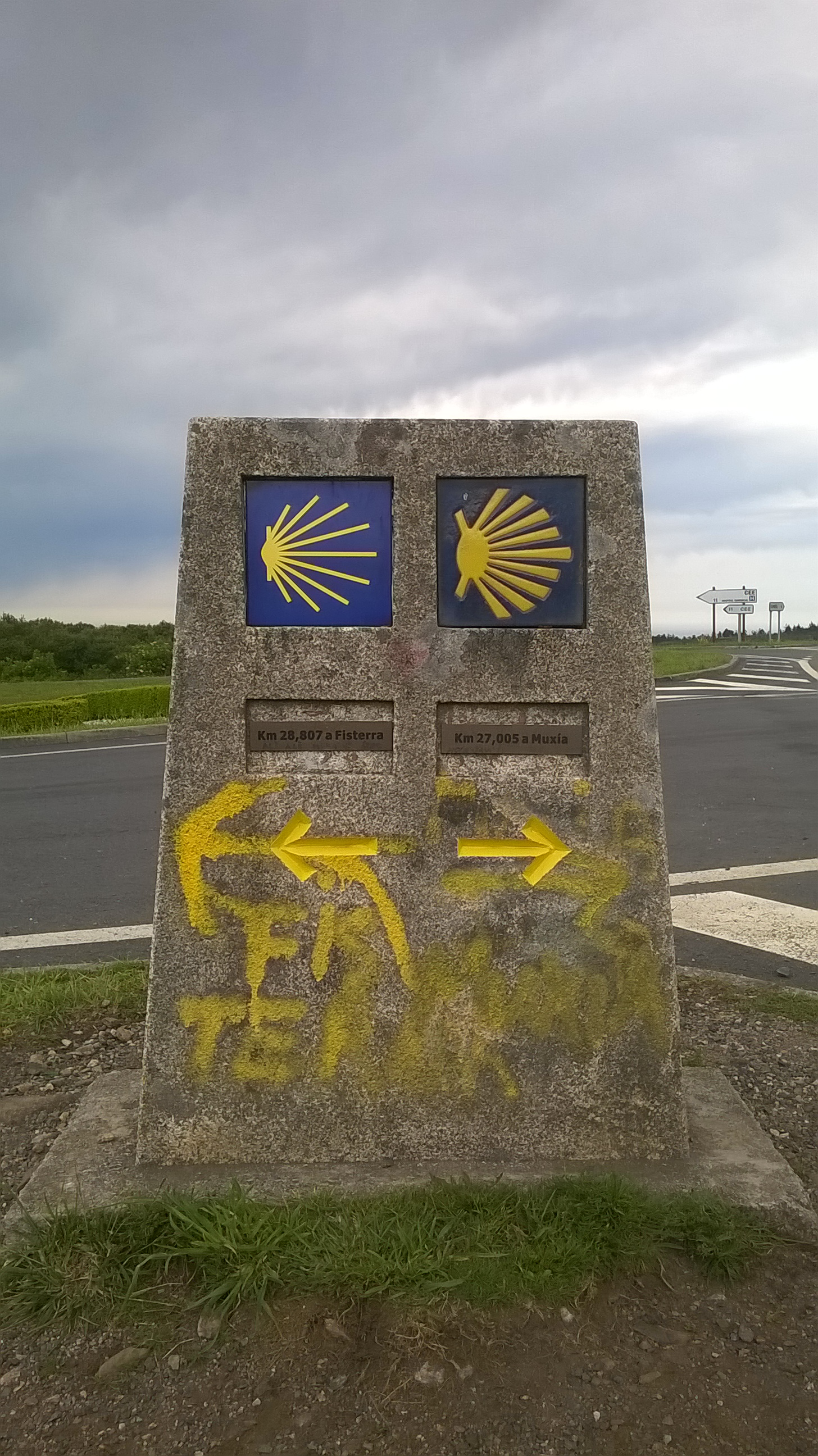
Wegstein des verlängerten Jakobswegs bei Hospital. Der Weg teilt sich hier und führt nach Fisterra und Muxía.

Hospital ist ein Dorf in der Provinz A Coruña der Autonomen Gemeinschaft Galicien in Spanien. Es liegt am verlängerten Jakobsweg, dem Camino a Fisterra, und ist administrativ von Dumbría abhängig.